# Perola (geslacht)
Perola is een geslacht van vlinders van de familie slakrupsvlinders (Limacodidae), uit de onderfamilie Limacodinae.

## Soorten
- P. actiosa Dyar, 1926
- P. affinis Dyar, 1906
- P. afflata (Karsch, 1896)
- P. aspera Dognin
- P. benedocta Dyar, 1926
- P. bistrigata (Hamspon, 1898)
- P. brevicornis Dyar, 1912
- P. brumalis (Schaus, 1892)
- P. brunnescens (Hering, 1928)
- P. burchelli Dyar, 1906
- P. cardinalli (West, 1940)
- P. cicur Schaus, 1892
- P. cilipes (Walker, 1855)
- P. clara Dyar, 1907
- P. cuneata Strand, 1911
- P. chica (Jones, 1912)
- P. danetta Dyar, 1926
- P. degenerans Dyar, 1926
- P. druceioides (Dognin, 1894)
- P. ignorata (Hering, 1928)
- P. invaria (Walker, 1855)
- P. jorgenseni Schaus, 1921
- P. laopepe Dyar, 1926
- P. monomania Dyar, 1915
- P. murina Walker, 1855

- P. nitidissima Dognin, 1916
- P. paraguaicula Dyar, 1916
- P. parallela Dyar, 1906
- P. penumbra Dyar, 1906
- P. petropolis Dyar, 1906
- P. platona Schaus, 1896
- P. producta Dyar, 1912
- P. propepunctata Bryk
- P. prosper Dyar, 1927
- P. punctata (Walker, 1855)
- P. regina Dyar, 1926
- P. repetita Druce, 1900
- P. rubens (Schaus, 1894)
- P. secunda (Strand, 1913)
- P. sericea Möschler, 1878
- P. sibillanta Dyar, 1926
- P. sinaloensis Schaus, 1920
- P. solaria Dognin, 1916
- P. subpunctata Walker, 1855
- P. subpunctella Dyar, 1927
- P. sucia Schaus, 1896
- P. sudanensis (Hering, 1928)
- P. umber Dyar, 1906
- P. villosipes (Walker, 1865)